# Aedes alternans
Aedes alternans är en tvåvingeart som beskrevs av John Obadiah Westwood 1836. Aedes alternans ingår i släktet Aedes och familjen stickmyggor. Inga underarter finns listade i Catalogue of Life.